# Zachary Anderson
Zachary Michael „Zac“ Anderson (* 30. April 1991 in Ayr) ist ein australischer Fußballspieler.

## Karriere
Der aus Nord-Queensland stammende Anderson spielt seit seinem fünften Lebensjahr Fußball, zunächst an der Sunshine Coast in Caloundra und Maroochydore und später für Brisbane City. 2008 erhielt er ein Stipendium an der Queensland Academy of Sport (QAS), mit der er 2008 und 2009 in der Queensland State League antrat. Im August 2009 wurde er in die australische U-20-Auswahl berufen, mit der er im Rahmen der AFF U-19-Meisterschaft nach Vietnam reiste, zu weiteren Nominierungen kam es nicht mehr.
2009 folgte er dem Trainer der QAS, Mike Mulvey, zum A-League-Klub Gold Coast United nach und erhielt dort einen Platz im Jugendteam, das in der National Youth League antrat. Hauptsächlich spielte Anderson in den ersten beiden Jahren im Jugendteam, mit dem er als Stammspieler in der Innenverteidigung 2010 und 2011 die Meisterschaft der Jugendliga gewann. Seinen ersten Pflichtspieleinsatz für das Profiteam unter Trainer Miron Bleiberg absolvierte Anderson am 20. November 2009, als er beim 1:1-Unentschieden gegen Adelaide United in der Startelf stand und im defensiven Mittelfeld Steve Pantelidis vertrat. Einem weiteren Einsatz in der Saison 2009/10 folgten zwei Einsätze in der Spielzeit 2010/11. Zur Saison 2011/12 erhöhten sich für Anderson und eine Reihe weiterer Nachwuchsspieler die Einsatzchancen, nachdem der eigenwillige Klubeigentümer von Gold Coast United, Clive Palmer, seine finanzielle Unterstützung deutlich reduzierte und einige namhafte Spieler den Klub daraufhin verließen. So war er unter anderem im Februar 2012 Teil der jüngsten Mannschaft der Ligageschichte, als ein 3:3 gegen den Tabellenführer Central Coast Mariners gelang. Nachdem Gold Coast Uniteds Besitzer während der laufenden Saison die Lizenz entzogen wurde und die Saison unter Leitung des australischen Verbandes beendet wurde, löste dieser die Mannschaft am Saisonende auf. Von U-23-Auswahltrainer Aurelio Vidmar wurde Anderson im März 2012 für das letzte Spiel im Rahmen der Qualifikation für die Olympischen Spiele 2012 erstmals in das australische U-23-Nationalteam berufen, Australien hatte zu diesem Zeitpunkt aber bereits keine Chance mehr sich für das Turnier zu qualifizieren. Er bestritt die gesamten 90 Minuten in der Partie gegen den Irak (Endstand 0:0), das Spiel diente für Vidmar zugleich als erster Test im Hinblick auf den neu geschaffenen U-22-Asien-Cup 2014.
Anderson fand im Mai 2012 innerhalb der A-League mit den Central Coast Mariners einen neuen Klub.

## Erfolge
Central Coast Mariners
- A-League: 2012/13

Kedah FA
- Malaysia FA Cup: 2017
- Malaysia Cup: 2017 (Finalist)

Hougang United
- Singapore Community Shield: 2020 (Finalist)